# Tatiana Panova
Pour les articles homonymes, voir Panov.
Ne pas confondre avec Alexandra Panova, également joueuse de tennis.
Tatiana Panova (en russe : Татьяна Юрьевна Панова), née le 13 août 1976 à Moscou, est une joueuse russe de tennis, professionnelle de 1994 à 2006.
Au cours de sa carrière, elle s'est hissée au troisième tour de chacun des quatre tournois du Grand Chelem, dont quatre fois à l'occasion du tournoi de Wimbledon.
C'est en 2002 qu'elle réalise sa meilleure saison, se hissant au 20e rang mondial le 23 septembre.

## Palmarès

### Titre en simple dames
Aucun

### Finales en simple dames
| No | Date       | Nom et lieu du tournoi      | Catégorie | Dotation  | Surface      | Vainqueure     | Score    |          |
| -- | ---------- | --------------------------- | --------- | --------- | ------------ | -------------- | -------- | -------- |
| 1  | 13/11/2000 | Volvo Women’s Open, Pattaya | Tier IVb  | 110 000 $ | Dur (ext.)   | Anne Kremer    | 6-1, 6-4 | Parcours |
| 2  | 31/12/2001 | ASB Bank Classic, Auckland  | Tier IV   | 140 000 $ | Dur (ext.)   | Anna Smashnova | 6-2, 6-2 | Parcours |
| 3  | 01/04/2002 | Sarasota Open, Sarasota     | Tier IV   | 140 000 $ | Terre (ext.) | Jelena Dokić   | 6-2, 6-2 | Parcours |

### Titre en double dames
Aucun

### Finale en double dames
| No | Date       | Nom et lieu du tournoi     | Catégorie | Dotation  | Surface    | Vainqueures                  | Partenaire           | Score     |          |
| -- | ---------- | -------------------------- | --------- | --------- | ---------- | ---------------------------- | -------------------- | --------- | -------- |
| 1  | 04/11/2002 | Volvo Women’s Open Pattaya | Tier V    | 110 000 $ | Dur (ext.) | Kelly Liggan Renata Voráčová | Lina Krasnoroutskaïa | 7-5, 7-67 | Parcours |

## Parcours en Grand Chelem

### En simple dames
| Année | Open d'Australie | Open d'Australie  | Internationaux de France | Internationaux de France | Wimbledon       | Wimbledon         | US Open         | US Open             |
| ----- | ---------------- | ----------------- | ------------------------ | ------------------------ | --------------- | ----------------- | --------------- | ------------------- |
| 1997  | -                | -                 | 1er tour (1/64)          | Mary Pierce              | 1er tour (1/64) | Elena Makarova    | 1er tour (1/64) | Meike Babel         |
| 1998  | 2e tour (1/32)   | Barbara Schett    | 2e tour (1/32)           | Chanda Rubin             | 2e tour (1/32)  | Jana Novotná      | 1er tour (1/64) | Larisa Neiland      |
| 1999  | 2e tour (1/32)   | Andrea Glass      | 1er tour (1/64)          | Lea Ghirardi             | 3e tour (1/16)  | Nathalie Dechy    | 1er tour (1/64) | Tamarine Tanasugarn |
| 2000  | 1er tour (1/64)  | Amanda Coetzer    | 1er tour (1/64)          | Petra Mandula            | 1er tour (1/64) | Sarah Pitkowski   | 2e tour (1/32)  | Anke Huber          |
| 2001  | 1er tour (1/64)  | Virginie Razzano  | 2e tour (1/32)           | Silvia Farina            | 3e tour (1/16)  | Jennifer Capriati | 1er tour (1/64) | Iva Majoli          |
| 2002  | 2e tour (1/32)   | Eléni Daniilídou  | 3e tour (1/16)           | Daniela Hantuchová       | 3e tour (1/16)  | Chanda Rubin      | 3e tour (1/16)  | Francesca Schiavone |
| 2003  | 3e tour (1/16)   | Lindsay Davenport | -                        | -                        | -               | -                 | -               | -                   |
| 2004  | 1er tour (1/64)  | Ai Sugiyama       | -                        | -                        | 3e tour (1/16)  | Lindsay Davenport | 1er tour (1/64) | Katarina Srebotnik  |
| 2005  | 3e tour (1/16)   | Alicia Molik      | 1er tour (1/64)          | Clarisa Fernández        | 2e tour (1/32)  | Alona Bondarenko  | -               | -                   |
| 2006  | 1er tour (1/64)  | Arantxa Parra     | -                        | -                        | -               | -                 | -               | -                   |

À droite du résultat, l’ultime adversaire.

### En double dames
| Année | Open d'Australie                | Open d'Australie       | Internationaux de France | Internationaux de France | Wimbledon                     | Wimbledon                | US Open                     | US Open                   |
| ----- | ------------------------------- | ---------------------- | ------------------------ | ------------------------ | ----------------------------- | ------------------------ | --------------------------- | ------------------------- |
| 2002  | 1er tour (1/32) T. Musgrave     | M. Müller B. Rittner   | -                        | -                        | 1er tour (1/32) Galina Fokina | Åsa Svensson Tulyaganova | 1er tour (1/32) María Vento | Justine Henin C. Granados |
| 2003  | 1er tour (1/32) Krasnoroutskaïa | V. Ruano Paola Suárez  | -                        | -                        | -                             | -                        | -                           | -                         |
| 2004  | 1er tour (1/32) Dragana Zarić   | M. Maleeva C. Martínez | -                        | -                        | -                             | -                        | -                           | -                         |

Sous le résultat, la partenaire ; à droite, l’ultime équipe adverse.

## Parcours en Fed Cup
| #                                                                     | Date       | Lieu   | Surface         | Gagnante(s)                   | Perdante(s)                      | Score         |          |
|                                                                       |            |        |                 |                               |                                  |               |          |
| 1997 - Barrage (groupe mondial II) - Corée du Sud - Russie - 1 : 4    |            |        |                 |                               |                                  |               |          |
| 1                                                                     | 12/07/1997 | Séoul  | Terre (ext.)    | Tatiana Panova                | Kim Eun-ha                       | 6-3, 6-4      | Parcours |
| 1                                                                     | 12/07/1997 | Séoul  | Terre (ext.)    | Tatiana Panova                | Park Sung-hee                    | 4-6, 6-1, 6-1 | Parcours |
|                                                                       |            |        |                 |                               |                                  |               |          |
| 1998 - 1/4 de finale (groupe mondial II) - Australie - Russie - 2 : 3 |            |        |                 |                               |                                  |               |          |
| 2                                                                     | 18/04/1998 | Perth  | Herbe (ext.)    | Tatiana Panova                | Kerry-Anne Guse                  | 4-6, 6-3, 6-3 | Parcours |
| 2                                                                     | 18/04/1998 | Perth  | Herbe (ext.)    | Tatiana Panova                | Rachel McQuillan                 | 7-60, 6-3     | Parcours |
| 2                                                                     | 18/04/1998 | Perth  | Herbe (ext.)    | Annabel Ellwood Rennae Stubbs | Anastasia Myskina Tatiana Panova | 6-2, 6-2      | Parcours |
|                                                                       |            |        |                 |                               |                                  |               |          |
| 1998 - Barrage (groupe mondial I) - Russie - Allemagne - 4 : 1        |            |        |                 |                               |                                  |               |          |
| 3                                                                     | 25/07/1998 | Moscou | Dur (int.)      | Tatiana Panova                | Andrea Glass                     | 6-3, 6-1      | Parcours |
| 3                                                                     | 25/07/1998 | Moscou | Dur (int.)      | Tatiana Panova                | Anke Huber                       | 7-5, 6-3      | Parcours |
|                                                                       |            |        |                 |                               |                                  |               |          |
| 1999 - 1/4 de finale (groupe mondial) - Russie - France - 3 : 2       |            |        |                 |                               |                                  |               |          |
| 4                                                                     | 17/04/1999 | Moscou | Moquette (int.) | Tatiana Panova                | Nathalie Tauziat                 | 6-4, 6-2      | Parcours |
| 4                                                                     | 17/04/1999 | Moscou | Moquette (int.) | Amélie Mauresmo               | Tatiana Panova                   | 6-2, 5-7, 6-1 | Parcours |
|                                                                       |            |        |                 |                               |                                  |               |          |
| 1999 - 1/2 finale (groupe mondial) - Russie - Slovaquie - 3 : 2       |            |        |                 |                               |                                  |               |          |
| 5                                                                     | 24/07/1999 | Moscou | Terre (int.)    | Karina Habšudová              | Tatiana Panova                   | 7-65, 6-1     | Parcours |
| 5                                                                     | 24/07/1999 | Moscou | Terre (int.)    | Tatiana Panova                | Ľudmila Cervanová                | 6-4, 6-4      | Parcours |
|                                                                       |            |        |                 |                               |                                  |               |          |
| 2002 - Barrage (groupe mondial I) - Chine - Russie - 0 : 5            |            |        |                 |                               |                                  |               |          |
| 6                                                                     | 20/07/2002 | Pékin  | Dur (int.)      | Tatiana Panova                | Zheng Jie                        | 6-3, 6-1      | Parcours |
| 6                                                                     | 20/07/2002 | Pékin  | Dur (int.)      | Elena Bovina Tatiana Panova   | Yan Zi Zheng Jie                 | 6-3, 7-63     | Parcours |

## Classements WTA en fin de saison

### En simple
| Année | 1993 | 1994 | 1995 | 1996 | 1997 | 1998 | 1999 | 2000 | 2001 | 2002 | 2003 | 2004 | 2005 | 2006 |
| Rang  | 814  | 141  | 190  | 159  | 97   | 78   | 40   | 34   | 40   | 23   | 119  | 78   | 89   | 373  |

Source : (en) « Classements de Tatiana Panova », sur le site officiel du WTA Tour

### En double
| Année | 1994 | 1995 | 1996 | 1997 | 1998 | 1999 | 2000 | 2001 | 2002 | 2003 | 2004 | 2005 | 2006 |
| Rang  | 707  | 255  | 417  | 878  | 227  | 227  | 227  | 144  | 81   | 218  | 245  | 359  | 429  |

Source : (en) « Classements de Tatiana Panova », sur le site officiel du WTA Tour